# Apatura tonkiniana
Apatura tonkiniana är en fjärilsart som beskrevs av Hans Fruhstorfer 1906. Apatura tonkiniana ingår i släktet Apatura och familjen praktfjärilar. Inga underarter finns listade i Catalogue of Life.